# Урал-5557
Урал-5557 — шасі для монтажу технологічного устаткування і спеціальних установок масою ~ 12-14 т, що знаходиться у виробництві з 1984 року і має безліч модифікацій, адаптованих під різні сфери.
Оригінальним двигуном вантажівки є модифікований КамАЗ-740.10 з підігрівачем ПЗ-30А. Пізніші модифікації обзавелися двигунами ЯМЗ-236М2. Двигун є шестициліндровим, паливо – дизельне.

## Модифікації
- Урал-5557-40 — автомобіль-самоскид високої прохідності, з колісною формулою 6х6, з бічним розвантаженням і тримісною кабіною;
- Урал-55571-40 — автомобіль-самоскид із заднім розвантаженням, призначений для перевезення навалочних та насипних вантажів, крім скального ґрунту, в умовах промислового та цивільного будівництва. На платформі може бути встановлений задній борт;
- Урал-5557-1151-40 - шасі під установку різних кузовів та обладнання;
- Урал-55571-1551-40 - шасі з дводверною кабіною збільшеного обсягу під установку різного обладнання.